# Baraga
Baraga é uma vila localizada no estado americano de Michigan, no Condado de Baraga.

## Demografia
Segundo o censo americano de 2000, a sua população era de 1285 habitantes. 
Em 2006, foi estimada uma população de 1247, um decréscimo de 38 (-3.0%).

## Geografia
De acordo com o United States Census Bureau tem uma área de 
5,9 km², dos quais 5,8 km² cobertos por terra e 0,1 km² cobertos por água.

## Localidades na vizinhança
O diagrama seguinte representa as localidades num raio de 40 km ao redor de Baraga. 